# Marise Chamberlain
Marise Chamberlain, född 5 december 1935 i Christchurch, död 5 november 2024 i Christchurch, var en nyzeeländsk friidrottare inom medeldistanslöpning.
Chamberlain blev olympisk bronsmedaljör på 800 meter vid sommarspelen 1964 i Tokyo.